# Острів Брюса
Острів Брю́са (рос. О́стров Брю́са) — західний острів архіпелагу Земля Франца-Йосифа. Площа острова — 191 км², найвища точка — 301 метр над рівнем моря. Адміністративно відноситься до Приморського району Архангельської області Росії.

## Розташування
Острів Брюса розташований в західній частині Землі Франца-Йосифа. За винятком невеликої області західної берегової лінії острів повністю покритий льодом. На південний схід від острова Брюса, відокремлений протокою Маєрса, лежить острів Нортбрук, на північ — Земля Георга, найбільший острів архіпелагу, відокремлений від острова Брюса протокою Найтінгейл.

## Опис
Крайня західна точка острова — мис Сторожева, крайня південна — мис Ермінії Жданко. На південному сході в море сильно видається мис Пінєгіна.
Названий на честь Генрі Брюса — президента Королівського географічного товариства з 1881 року.
Острів згадується в книзі контр-адмірала Миколи Зубова, учасника експедиції на судні «Николай Книпович», що стояв на якорі біля острова в 1930 році :105

### Малі острови поряд
- Острів Мейбел — розташований за 4 кілометри на північний захід від острова Брюса. Відділений від острова Брюса протокою Бейтса.
- Острів Белл — маленький, вільний від льодів острів, розташований на північний захід від острова Мейбел, відокремлений від нього вузькою, місцями до 500 метрів, протокою Ейра.
- Острів Віндворд — маленький острів на південний схід від острова Брюса.
- Острів Тома — невеликий острів за 1,5 кілометра на схід від острова Брюса.